# Colin Renfrew

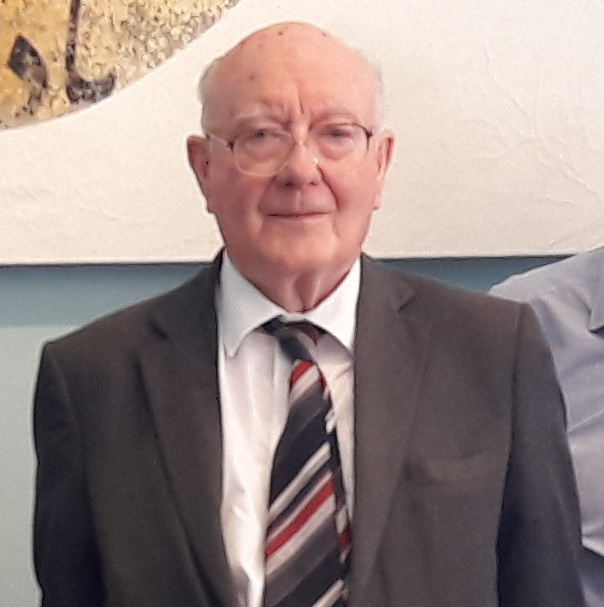
Colin Renfrew (2018)

Andrew Colin Renfrew, Baron Renfrew of Kaimsthorn (Stockton-on-Tees, 25 juli 1937 –  Cambridge, 24 november 2024) was een Britse archeoloog die bekend staat om zijn werk op het gebied van radiokoolstofdatering, archeogenetica en de bescherming van archeologische vindplaatsen tegen plunderingen.

## Biografie
Renfrew studeerde in 1962 af aan het St John's College in Cambridge. Al in 1961-1963 werkte hij als obsidiaanspecialist bij de eerste opgravingscampagne in Çatalhöyük onder leiding van James Mellaart. In 1965 promoveerde hij op een proefschrift over het neolithicum in de Cycladen.
In 1972 werd Renfrew professor aan de Universiteit van Southampton. In 1973 publiceerde hij Before Civilisation: The Radiocarbon Revolution and Prehistoric Europe, waarin hij zijn twijfel uitte over de veronderstelling dat prehistorische culturele innovaties in het Midden-Oosten waren ontstaan en zich vervolgens over Europa hadden verspreid. In 1983 werd hij Disney Professor of Archaeology aan de Universiteit van Cambridge. Hij bekleedde de functie tot aan zijn pensionering in 2004. In 1990 werd hij directeur van het McDonald Instituut voor archeologisch onderzoek aan de Universiteit van Cambridge.
Renfrew is sinds 1965 getrouwd met Jane M. Ewbank en heeft drie kinderen.

## Onderzoekszwaartepunten
Colin Renfrew had een beslissende invloed op de in de jaren zestig opkomende processuele archeologie. Naast zijn eerste werken over vroege culturele ontwikkeling, met name in de Egeïsche Zee, behandelde Renfrew daarna het probleem van de onderlinge relaties en verspreiding van talen. Hij verbond het Proto-Indo-Europees met het Europese neolithicum. Hij bekritiseerde de koerganhypothese van Marija Gimbutas en legde in plaats daarvan de verspreiding van de Indo-Europese talen uit via zijn Anatolische hypothese.
In de jaren tachtig nam hij de benadering van de theoretische archeologie van zijn vroege jaren weer op. Had hij zich destijds met taalkundige invloeden bezig gehouden, begon hij nu de cognitieve archeologie te vestigen, de opgraving van het bewustzijn dat oude volkeren hadden en hoe dit inwerkte op de verschillende objecten die ze creëerden of naar hun behoeften herontwierpen. Hiervoor probeerde hij duidelijk te maken welke vormen van interactie er bestonden tussen deze samenlevingen en hun materiële omgeving, en hoe de culturele verandering van die omgeving een effect had op de volkeren. In de jaren 2000 breidde hij de theoretische achtergrond van zijn aanpak verder uit. Hoe gaan mensen en dingen met elkaar om? Wordt een symbolische betekenis eerst abstract ontwikkeld in het bewustzijn en vervolgens geïmplementeerd met objecten, of ontstaat deze door de ritualisering van de praktische omgang met dingen?
In Spektrum der Wissenschaft 1. (1984) publiceerde hij het artikel Die Megalithkulturen. Met betrekking tot de megalithische bouwwerken van het huidige Groot-Brittannië wijst hij op het gebrek aan rangverschillen tussen de begravenen binnen de grote gemeenschappelijke graven, die vaak al eeuwen in gebruik waren. Hieruit concludeert hij in een samenvattende hypothese dat deze monumenten - in tegenstelling tot de culturen die hun piramidale machtshiërarchie uitdrukten door middel van monumentale graven voor individuele heersers - werden opgericht door egalitaire samenlevingen.
Sinds de jaren negentig poogde hij de "functioneel-processuele" benadering van de processuele archeologie verder te ontwikkelen met een methode die bekend staat als "cognitief-processueel". Hierbij houdt men rekening met de symbolische inhoud van de onderzochte objecten, zodat niet alleen functionaliteit, zoals het verhogen van de bodemproductiviteit door de technische vooruitgang van een prehistorische bevolkingsgroep, zijn toegestaan, maar ook een holistische kijk op de betreffende cultuur mogelijk wordt gemaakt. Archeologische vondsten, zoals het eerder genoemde gebrek aan een rangorde tussen de begraven mensen in de megalithische gemeenschappelijke graven, gaven de mentaliteit aan van de mensen die een dergelijk object creëerden en gebruikten: hun sociale interactie en de aard van hun overtuigingen.
Rond de millenniumwisseling richtte hij zijn benadering van de symbolische inhoud van de onderzoeksobjecten op de kwestie van vroege religies, of beter gezegd: het rituele gedrag voor het begin van een religie in de zin van het geloof in goden. Op basis van een juiste interpretatie van de gevonden relikwieën, identificeerde hij Chaco Canyon in Zuidwest-Amerika in 2001 als een plaats waar gedragingen met uitingen van hoge verering zouden hebben plaatsgevonden: rituelen met een hoge devotionele expressie. Hij definieerde deze locatie als het centrum van gemeenschappelijke bijeenkomsten, vergelijkbaar met christelijke bedevaartsoorden. Hij maakte een onderscheid tussen de aard van de rituelen van die tijd en die van de hedendaagse godsdiensten, door uit het ontbreken van enige weergave van individuele goden en hun bovennatuurlijke krachten, de afwezigheid van die vorm van aanbidding af te leiden.
In de loop van dit werk bracht hij aspecten van zijn eerdere activiteiten samen. In het bijzonder identificeerde hij ook het depot van Kavos op het Griekse eiland Keros, Göbekli Tepe in Anatolië, de Orkneyeilanden, Paaseiland, de megalithische tempels van Malta en Stonehenge als plaatsen met een hoge devotionele expressie.
Als doctoraatsstudent deed hij in 1963 de eerste verkenning van het Kavosveld op het Cycladische eiland Keros en leidde hij daar samen met Christos Doumas in 1978-88 de grootste opgraving tot nu toe. Na het ontvangen van de Balzan-prijs in 2004 kon hij met behulp van het prijzengeld opnieuw een grote opgraving organiseren. Met de steun van de Universiteit van Cambridge, het Institute for Aegean Prehistory (INSTAP), de British Academy, de British School at Athens en verschillende stichtingen en verenigingen, kon hij tussen 2006 en 2008 drie opgravingscampagnes uitvoeren in het Kavosveld en het nabijgelegen eiland Daskalio. Ze leverden uitstekende resultaten op, zoals veruit de grootste depotvondst van de Cycladische cultuur en de grootste nederzetting van de Keros-Syroscultuur.
Renfrew overleed op 24 november 2024 op 87-jarige leeftijd.

## Werken
- The Emergence of Civilisation: the Cyclades and the Aegean in the Third Millennium BC. Methuen, Londen 1972
- (Ed.) The Explanation of Culture Change: Models in Prehistory. Konferenzband zur Konferenz an der Universität Sheffield. Duckworth, Londen 1973, ISBN 978-0-9774094-7-1
- Before Civilisation, the Radiocarbon Revolution and Prehistoric Europe. Penguin, Londen 1973.
- (Ed.) British Prehistory, a New Outline. Noyes Press, Park Ridge, NJ. und Duckworth, Londen 1974
- Problems in European Prehistory. Edinburgh University Press, Edinburgh 1979
- (Ed., mit Kenneth Cooke) Transformations: Mathematical Approaches to Culture Change. Academic Press, New York 1979, ISBN 0-12-586050-1
- met Judson T. Chesterman e.a.: Investigations in Orkney. Research Reports of the Society of Antiquaries of London. Band 38, London 1979
- (Ed., met J. Malcolm Wagstaff) An Island Polity: the Archaeology of Exploitation in Melos. Cambridge University Press, Cambridge 1982, ISBN 0-521-23785-8
- (Ed., met Stephen Shennan) Ranking, Resource and Exchange. Cambridge University Press, Cambridge 1981, ISBN 0-521-24282-7
- (Ed., met Michael J. Rowlands en Barbara Abbott Segraves) Theory and Explanation in Archaeology. The Southampton Conference. Academic Press, New York 1982, ISBN 0-12-586960-6
- Approaches to Social Archaeology. Edinburgh University Press & Harvard University Press 1984, ISBN 0-674-04165-8
- The Archaeology of Cult. The Sanctuary at Phylakopi. British School at Athens, London 1985, ISBN 0-500-96021-6
- (Ed., met Marija Gimbutas en Ernestine S. Elster), Excavations at Sitagroi: A Prehistoric Village in North East Greece. Band 1. Los Angeles 1985, ISBN 0-917956-51-6
- (Ed., met John F. Cherry) Peer Polity Interaction and Socio-Political Change. Cambridge University Press, Cambridge 1986, ISBN 0-521-11222-2
- Archaeology and Language: The Puzzle of the Indo-European Origins, Cape, London 1987
- met Paul Bahn, Archaeology: Theories, Methods and Practice. Thames and Hudson, London 1993, ISBN 0-500-27867-9
- (Ed., met Ezra B. W. Zubrow) The Ancient Mind: Elements of Cognitive Archaeology. Cambridge University Press, Cambridge 1994, ISBN 0-521-45620-7
- The Archaeology of External Symbolic Storage: the Dialectic between Artefact and Cognition. McDonald Institute for Archaeological Research, Cambridge 1998, ISBN 0-9519420-6-9.
- (Ed. met David Nettle) Nostratic: Examining a Linguistic Macrofamily. McDonald Institute for Archaeological Research, Cambridge 1999, ISBN 1-902937-00-7
- Loot, Legitimacy and Ownership, the Ethical Crisis in Archaeology. Duckworth, London 2000, ISBN 0-7156-3034-2
- (Ed., met Katie Boyle) Archaeogenetics: DNA and the population prehistory of Europe. McDonald Institute for Archaeological Research, Cambridge 2000, ISBN 1-902937-08-2
- (Ed., met April McMahon en Larry Trask) Time Depth in Historical Linguistics. McDonald Institute for Archaeological Research, Cambridge 2001, ISBN 1-902937-06-6
- Excavations at Phylakopi in Melos 1974–77. The British School at Athens, Supplementary Volume 42, London 2007, ISBN 978-0-904887-54-9
- met Paul Bahn: Archeology Essentials. Theories, Methods, and Practice. Thames & Hudson, London 2007, ISBN 0-500-28637-X
- (Ed. met Christos Doumas, Lila Marangou, Giorgos Gavalas) Keros, Dhaskalio Kavos – the investigations of 1987–88. McDonald Institute for Archaeological Research, University of Cambridge, 2007, ISBN 978-1-902937-43-4

- Bibsys: 90072530
- Biblioteca Nacional de España: XX946086
- Bibliothèque nationale de France: cb12012880t (data)
- Catàleg d'autoritats de noms i títols de Catalunya: 981058523579506706
- CiNii: DA00409750
- Gemeinsame Normdatei: 12986076X
- International Standard Name Identifier: 0000 0001 1468 8262
- Library of Congress Control Number: n79045548
- Nationale Bibliotheek van Letland: 000010742
- Bibliotheek van het Japanse parlement: 00453988
- Nationale Bibliotheek van Tsjechië: jx20090803009
- Nationale bibliotheek van Australië: 35448018
- Nationale Bibliotheek van Israël: 987007278224505171
- Nationale Bibliotheek van Polen: a0000001239418
- Nationale en Universitaire bibliotheek Zagreb: 000083958
- Nederlandse Thesaurus van Auteursnamen: 068908113
- Réseau des bibliothèques de Suisse occidentale: 02-A003738223
- Istituto Centrale per il Catalogo Unico: CFIV057017
- LIBRIS: 227462
- SNAC: w6kp93vv
- Système universitaire de documentation: 028255518
- Trove: 956328
- Virtual International Authority File: 20774338
- WorldCat: E39PBJhMhkWb8JwG9q3BFgBF8C